# Pleusymtes uncigera
Pleusymtes uncigera är en kräftdjursart som först beskrevs av Gurjanova 1938.  Pleusymtes uncigera ingår i släktet Pleusymtes och familjen Pleustidae. Inga underarter finns listade i Catalogue of Life.